# Cultura di Srubna

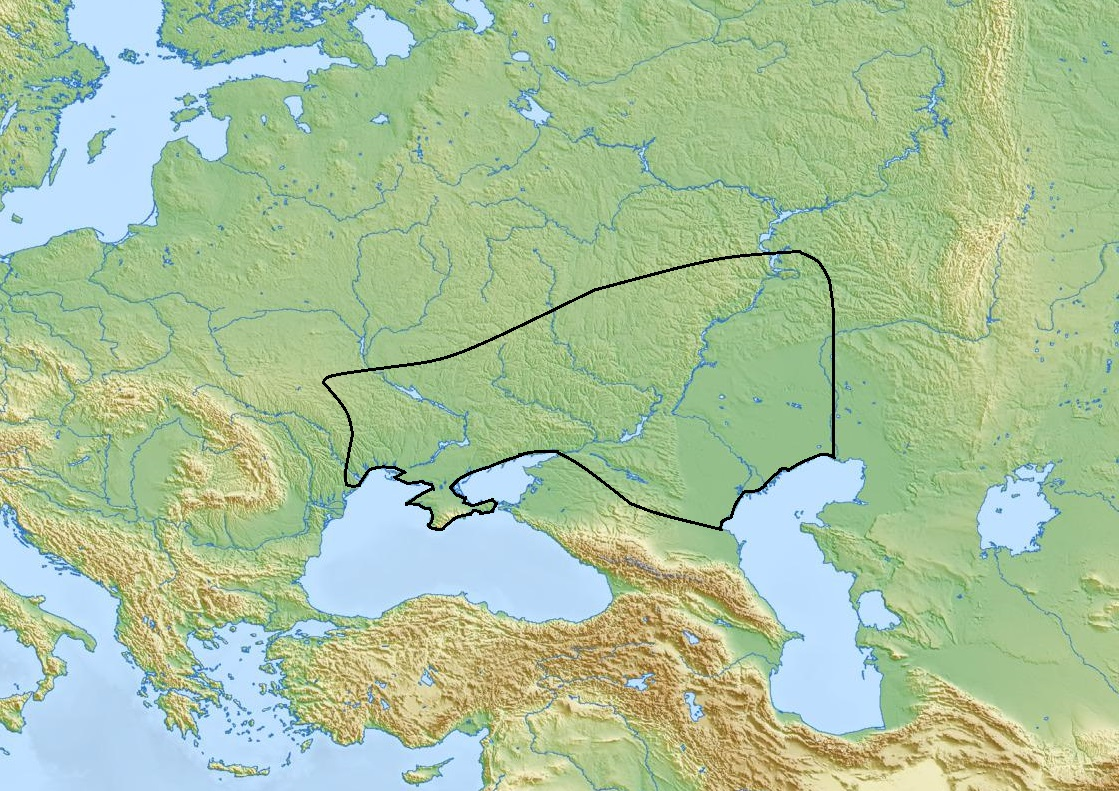
Mappa dell'estensione della Cultura di Sruba.

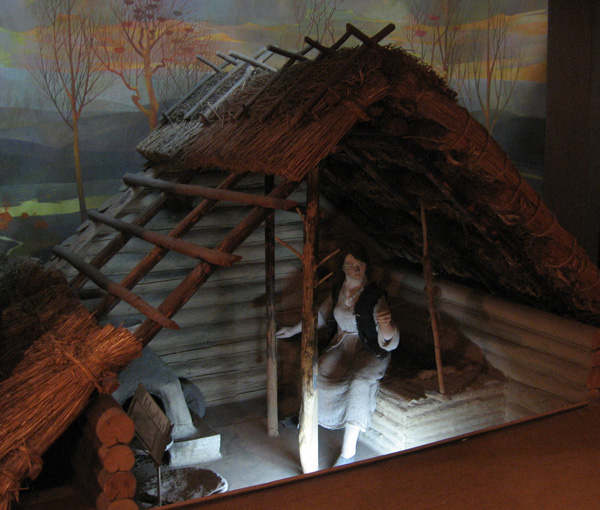
Una capanna ricostruita della cultura di Srubna.

La cultura di Srubna (in russo Сру́бная культу́ра?, in ucraino Зрубна́ культу́ра?, anche detta cultura delle tombe in legno), fu una cultura della tarda età del bronzo (XVI-IX secolo a.C.). Successe alle culture di Jamna, Abaševo e a quella delle catacombe.
Occupava l'area lungo e al di sopra della riva settentrionale del Mar Nero, dal Dnepr verso est, lungo la base settentrionale del Caucaso, nell'area adiacente alla riva nord del Mar Caspio, attraverso il Volga fino ad fronteggiare il territorio della approssimativamente contemporanea e talvolta relazionata cultura di Andronovo.
Il nome proviene dal russo cруб (srub), lett. "struttura in legno", per il modo in cui erano costruite le tombe. Parti di animali venivano seppellite insieme al corpo del defunto.
L'economia era costituita da un'agricoltura mista e allevamento di bestiame. È stato ipotizzato che gli storici Cimmeri siano discesi da questa cultura.
Alla cultura di Srubna vengono a succedere gli Sciti e i Sarmati indoeuropei nel I millennio a.C. e successivamente i Cazari e Kipchak turchi nel I millennio d.C.

## Reperti
|  |  |  |  |